# Herbstadt
Herbstadt település Németországban, azon belül Bajorországban. Lakosainak száma 615 fő (2023. december 31.).

## Népesség
A település népessége az elmúlt években az alábbi módon változott:
| Lakosok száma | 513  | 577  | 376  | 676  | 637  | 634  | 611  | 599  | 596  | 615  |
|               | 1875 | 1950 | 1975 | 1987 | 2012 | 2014 | 2016 | 2017 | 2021 | 2023 |